# Fehér bunkógomba
A fehér bunkógomba (Clavaria falcata) a palánkagombafélék családjába tartozó, Európában és Észak-Amerikában honos, lomberdőben, erdőszéleken élő, nem ehető gombafaj. 

## Megjelenése
A fehér bunkógomba termőteste 15-60 mm magas, 1,5-6 mm vastag, egyenes pálcika formájú. Alakja karcsú, hengeres vagy kissé bunkós, csak ritkán elágazó. Csúcsa hegyes vagy lekerekített. Felszíne sima vagy kissé ráncos. Színe eleinte fehér, később krémszínű vagy szürkés; tövénél kissé sötétebb lehet. Idősen belül üregesedik. 
A spóratermő réteg a termőtest felületét vonja be, a tövénél elkülöníthető a steril rész határa.
Húsa áttetszően fehéres, törékeny. Szaga és íze nem jellegzetes.
Spórapora fehér. Spórája széles elliptikus, sima, egy vagy több olajcseppel, mérete 7–11 x 4–7,5 µm.

### Hasonló fajok
A krémszínű bunkógomba, a barázdás korallgomba, az árvalányhajgomba hasonlíthat hozzá. 

## Elterjedése és termőhelye
Európában és Észak-Amerikában honos. Magyarországon ritka.
Lombos erdőkben, erdőszéleken, tisztásokon az avarban vagy a moha között található meg egyesével vagy kisebb csoportokban. Augusztustól novemberig terem. 
Nem ehető. 